# Paragymnopleurus striatus
Paragymnopleurus striatus là một loài bọ cánh cứng trong họ Bọ hung (Scarabaeidae).